# پشت‌تپ (مهاباد)
پشت‌تپ (به کوردی پشته‌پ)، نام یکی از محله‌های شهر مهاباد است.

## موقعیت
این محله در جنوب شهر مهاباد قرار دارد.

## تاریخچه
این محله ابتدا بافت روستایی داشته و پس از توسعه شهری مهاباد به مجموعه محلات این شهر افزوده شد. محله پشت تپ به سه بخش باغ شایگان، شیلان، و طرف مدرسه تقسیم می‌شود.